# Ficus lehmannii
Ficus lehmannii är en mullbärsväxtart som beskrevs av Paul Carpenter Standley. Ficus lehmannii ingår i släktet fikonsläktet, och familjen mullbärsväxter. Inga underarter finns listade i Catalogue of Life.